# بورالی (شهرستان کالتاسینسکی، باشقیرستان)
بورالی (انگلیسی: Buraly, Kaltasinsky District, Republic of Bashkortostan)